# Departamento de Andalgalá
Departamento de Andalgalá är en kommun i Argentina.   Den ligger i provinsen Catamarca, i den norra delen av landet, 1 100 km nordväst om huvudstaden Buenos Aires. Antalet invånare är 14 068.
Omgivningarna runt Departamento de Andalgalá är i huvudsak ett öppet busklandskap. Runt Departamento de Andalgalá är det mycket glesbefolkat, med 4 invånare per kvadratkilometer.